# Ben Frost
Ben Frost (Melbourne, 1980) è un compositore, musicista e produttore discografico australiano.

## Biografia
Interprete di musica elettronica e sperimentale, ha esordito nel 2001 con l'EP Music for Sad Children, seguito due anni più tardi dal primo album Steel Wound, distribuito dalla Room 40 di Lawrence English.
Nel 2005 si è trasferito in Islanda, dove ha formato la Bedroom Community, una comunità di artisti condivisa con Nico Muhly, Sam Amidon, Daníel Bjarnason e Valgeir Sigurðsson. Grazie al collettivo, Frost ha pubblicato gli album Theory of Machines e By the Throat.
Nel corso degli anni seguenti ha collaborato con Wayne McGregor, Amiina, Swans, Tim Hecker, Björk, Christian Fennesz, Johan Johannsson e altri. A partire dagli anni duemiladieci si è dedicato alla composizione di colonne sonore per film e serie televisive, come Sleeping Beauty (2011), In Her Skin (2009), The Deep (2012) e delle serie televisive Fortitude (2015) e Dark (2017).
Dopo l'esperienza di un viaggio nella Repubblica Democratica del Congo, nel 2014 ha pubblicato l'album Aurora.

## Discografia

### Da solista
Album in studio
- 2003 – Steel Wound
- 2007 – Theory of Machines
- 2009 – By the Throat
- 2011 – Sólaris (con Daníel Bjarnason)
- 2013 – Black Marrow
- 2013 – Far
- 2014 – Aurora
- 2016 – The Wasp Factory
- 2017 – The Centre Cannot Hold
- 2024 – Scope Neglect

Raccolte
- 2019 – Catastrophic Deliquescence (Music from Fortitude 2015-2018)

Colonne sonore
- 2010 – The Invisibles
- 2011 – Sleeping Beauty
- 2017 – Music from Fortitude
- 2017 – Super Dark Times
- 2018 – Fortitude III
- 2019 – Dark: Cycle 1 (Original Music from the Netflix Series)
- 2019 – Dark: Cycle 2 (Original Music from the Netflix Series)
- 2020 – Dark: Cycle 3 (Original Music from the Netflix Series)
- 2022 – 1899 (Original Music from the Netflix Series)
- 2022 – Broken Spectre

EP
- 2001 – Music for Sad Children
- 2014 – Variant
- 2017 – Threshold of Faith
- 2018 – All That You Love Will Be Eviscerated

### Con i School of Emotional Engineering
- 2004 – School of Emotional Engineering